# Les Souhesmes-Rampont
Les Souhesmes-Rampont sont une commune française située dans le département de la Meuse, en région Grand Est.

## Géographie

### Situation
La commune est formée des villages de Souhesme-la-Grande, Souhesme-la-Petite et Rampont. Elle est située dans la vallée de la Vadelaincourt, rivière affluent de l’Aire / Aisne / Oise (bassin fluvial de la Seine). Son territoire est constitué de plateaux calcaires à l’ouest de la vallée de la Meuse.

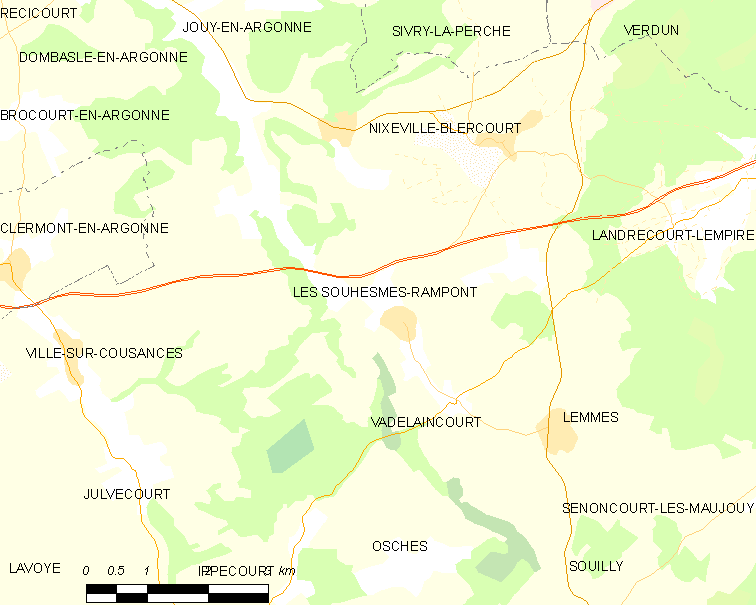
Carte de la commune.
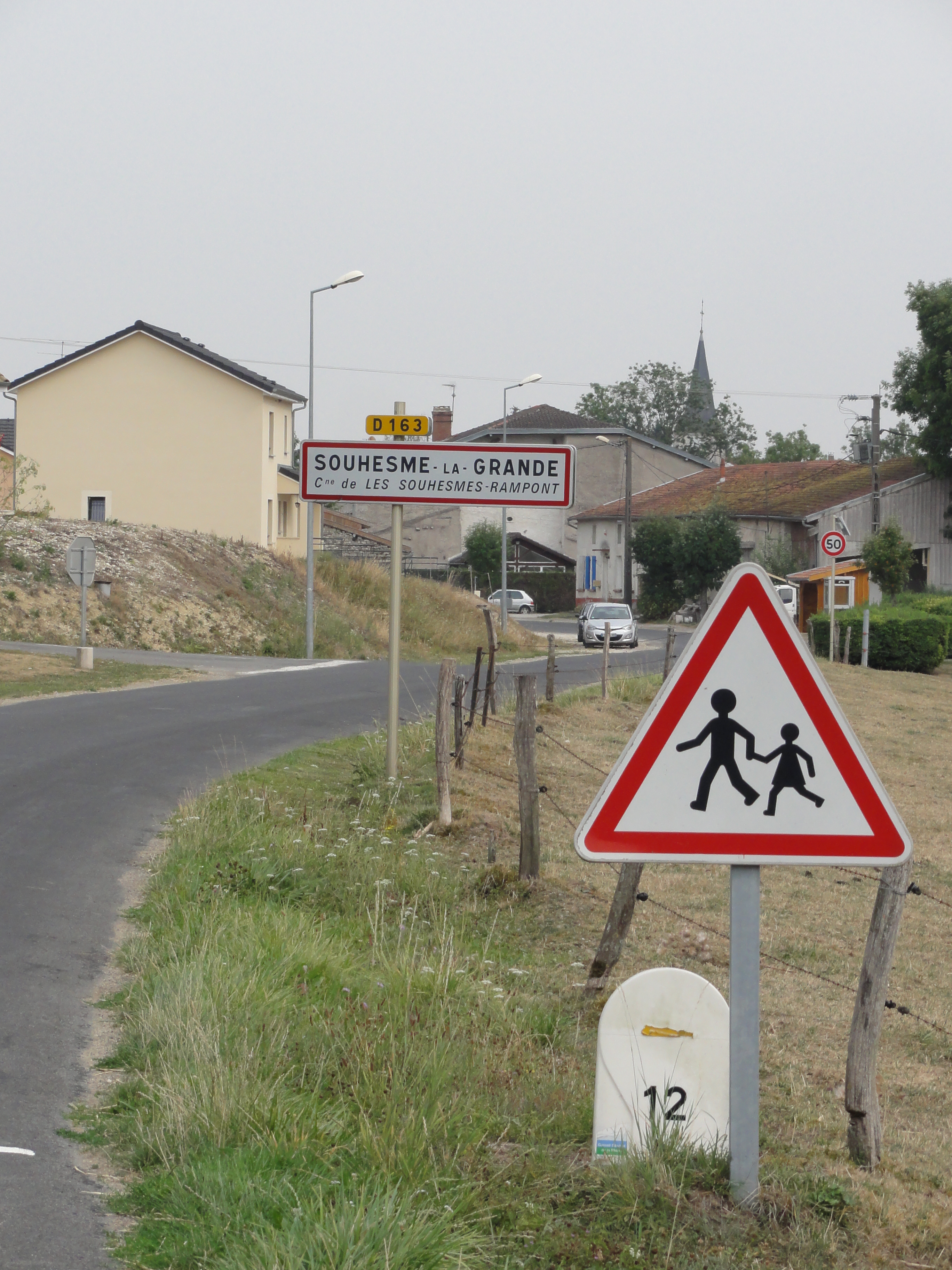
Entrée de Souhesme-la-Grande.
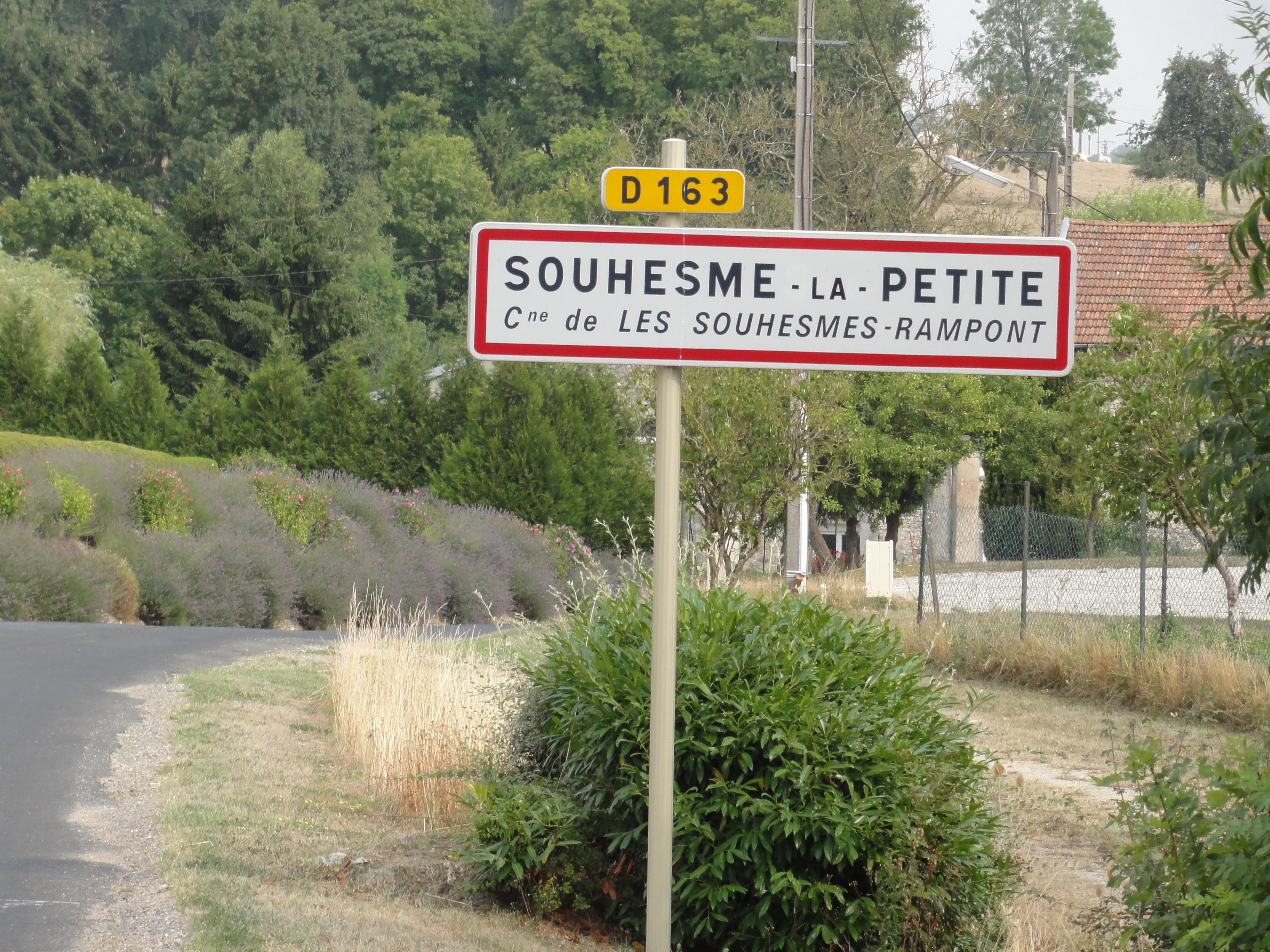
Entrée de Souhesme-la-Petite.
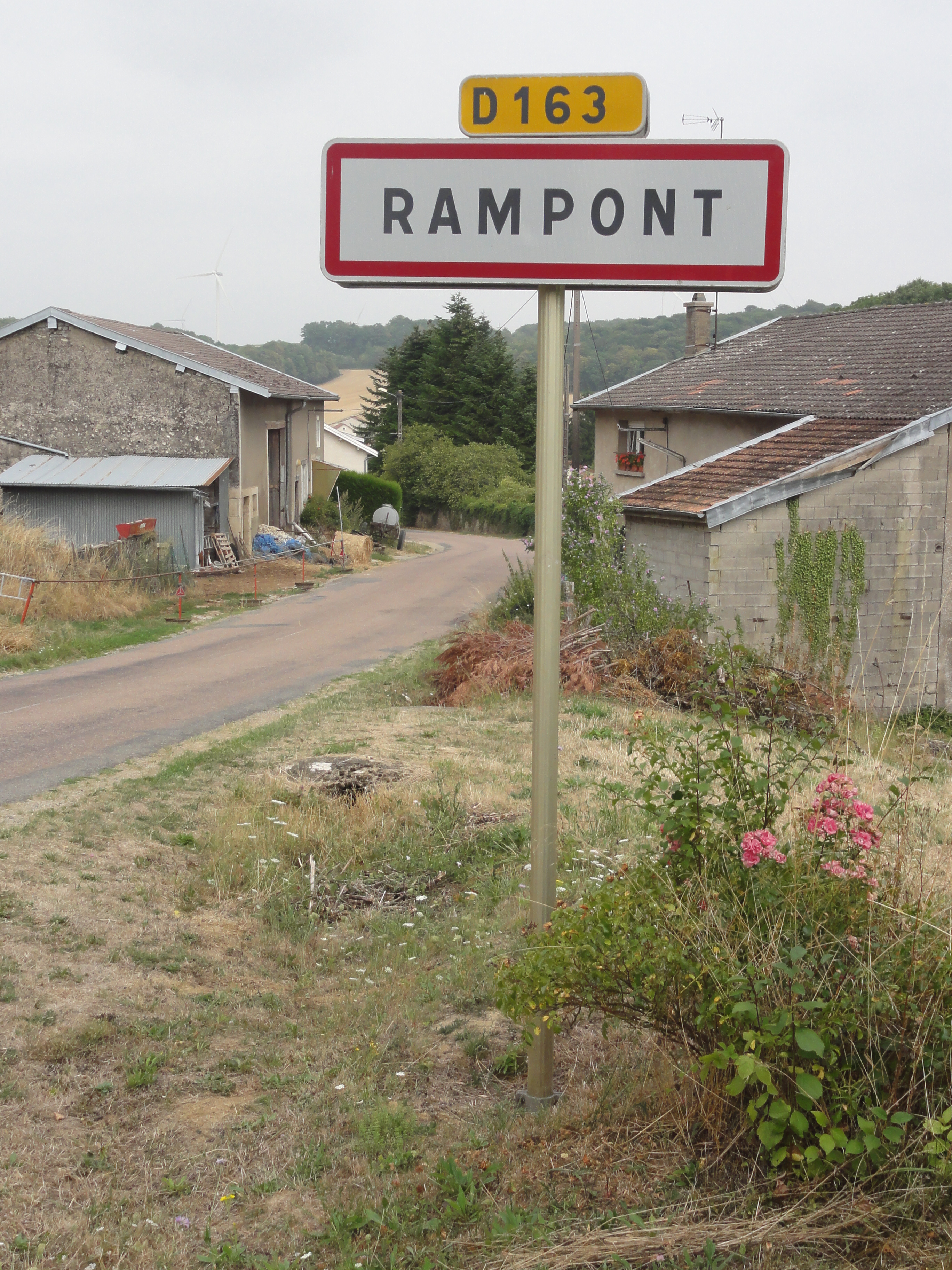
Entrée de Rampont.
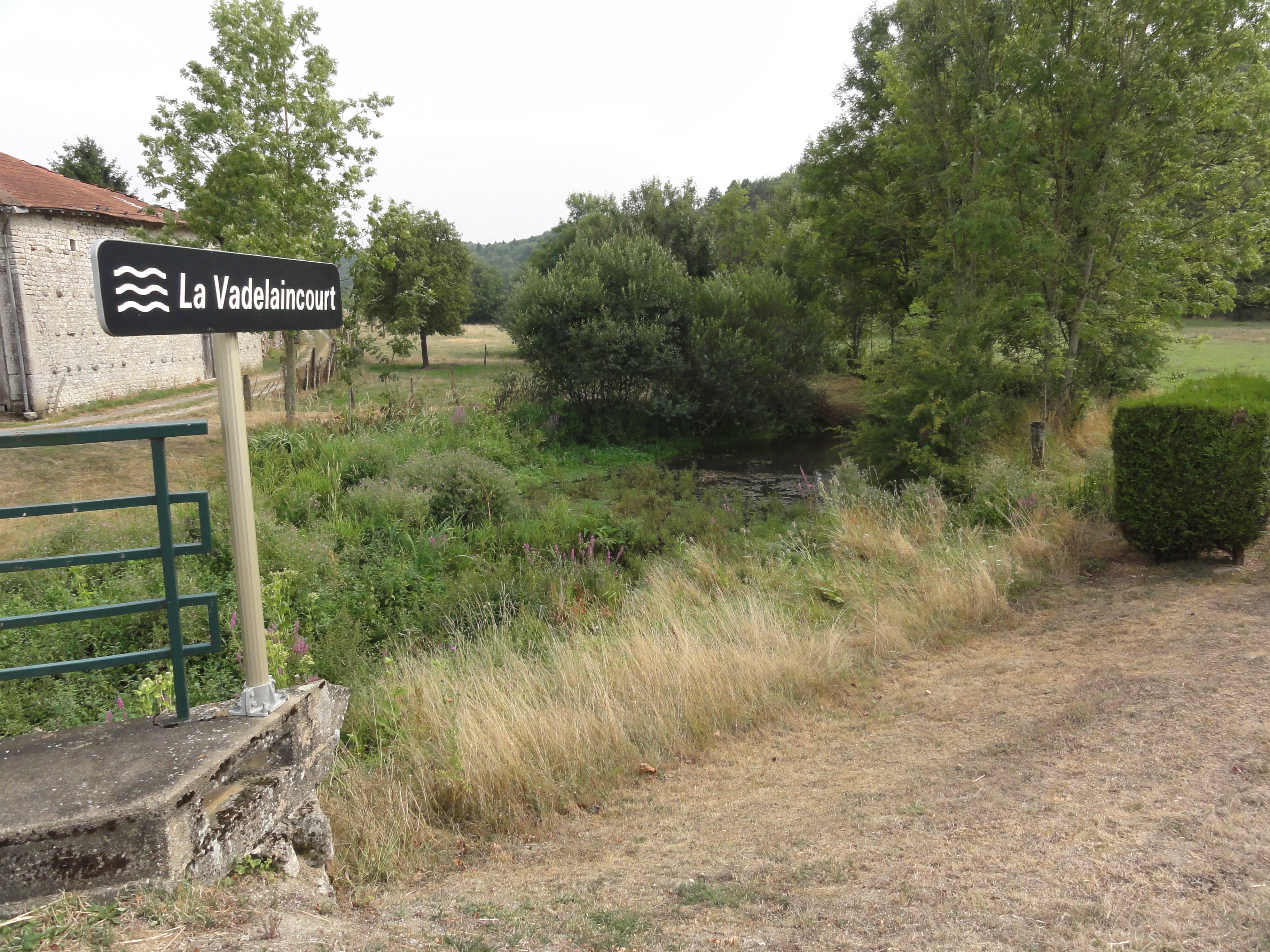
La Vadelaincourt à Rampont.
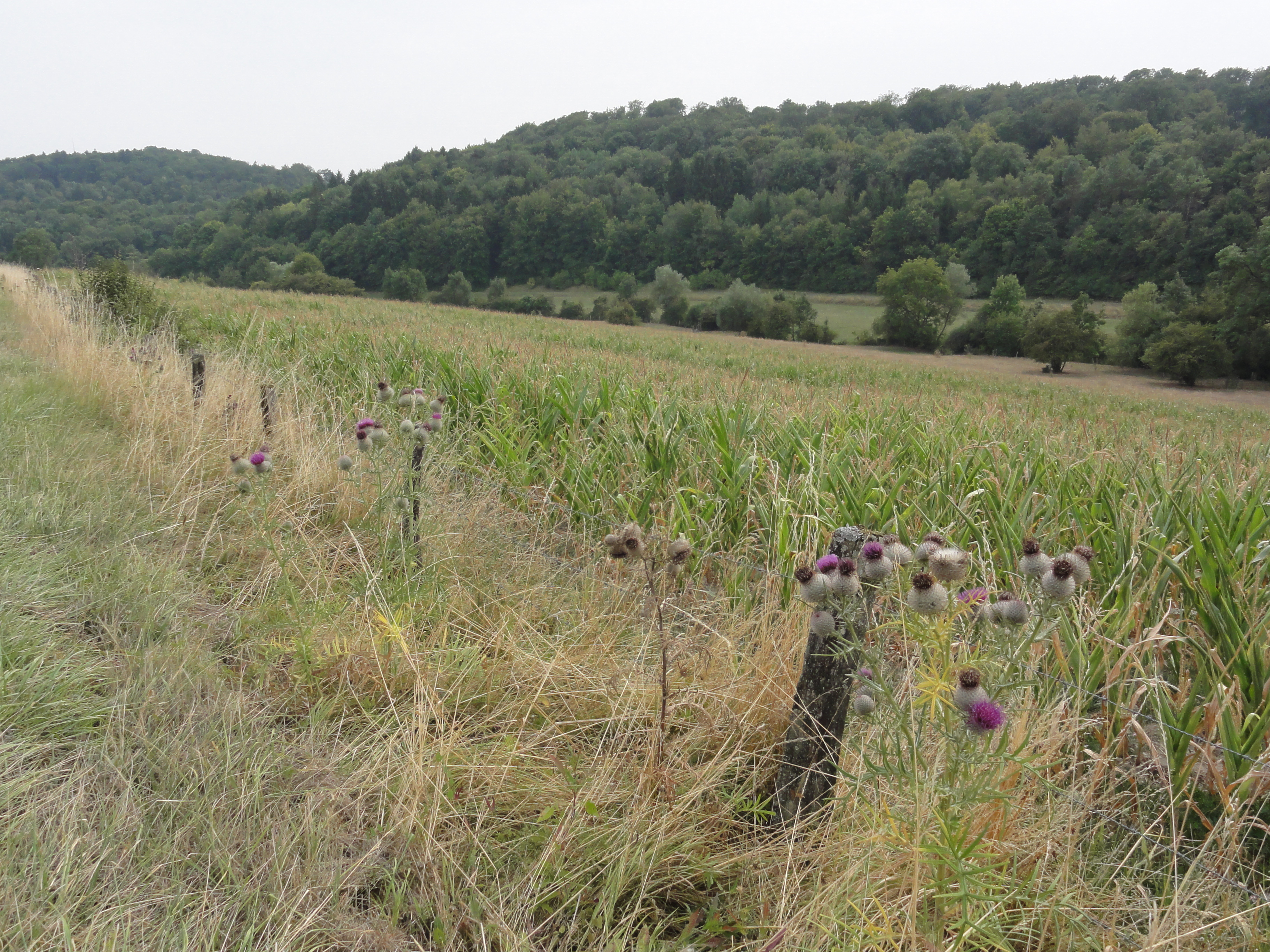
Le paysage entre Souhesme et Rampont.

#### Communes limitrophes
| Jouy-en-Argonne | Nixéville-Blercourt | Nixéville-Blercourt |
| Julvécourt      | Souhesmes-Rampont   | Vadelaincourt       |
| Julvécourt      | Vadelaincourt       | Vadelaincourt       |

### Hydrographie
La commune est traversée par la ligne de partage des eaux entre les bassins versants de la Meuse et de la Seine au sein respectivement du bassin Rhin-Meuse et du bassin Seine-Normandie. Elle est drainée par la Vadelaincourt, le cours d'eau 02 des Pâquis, le ruisseau de Mala et la Vadelaincourt,.
La Vadelaincourt, d'une longueur de 20 km, prend sa source dans la commune de Lemmes et se jette  dans la Cousances à Clermont-en-Argonne, après avoir traversé huit communes. 

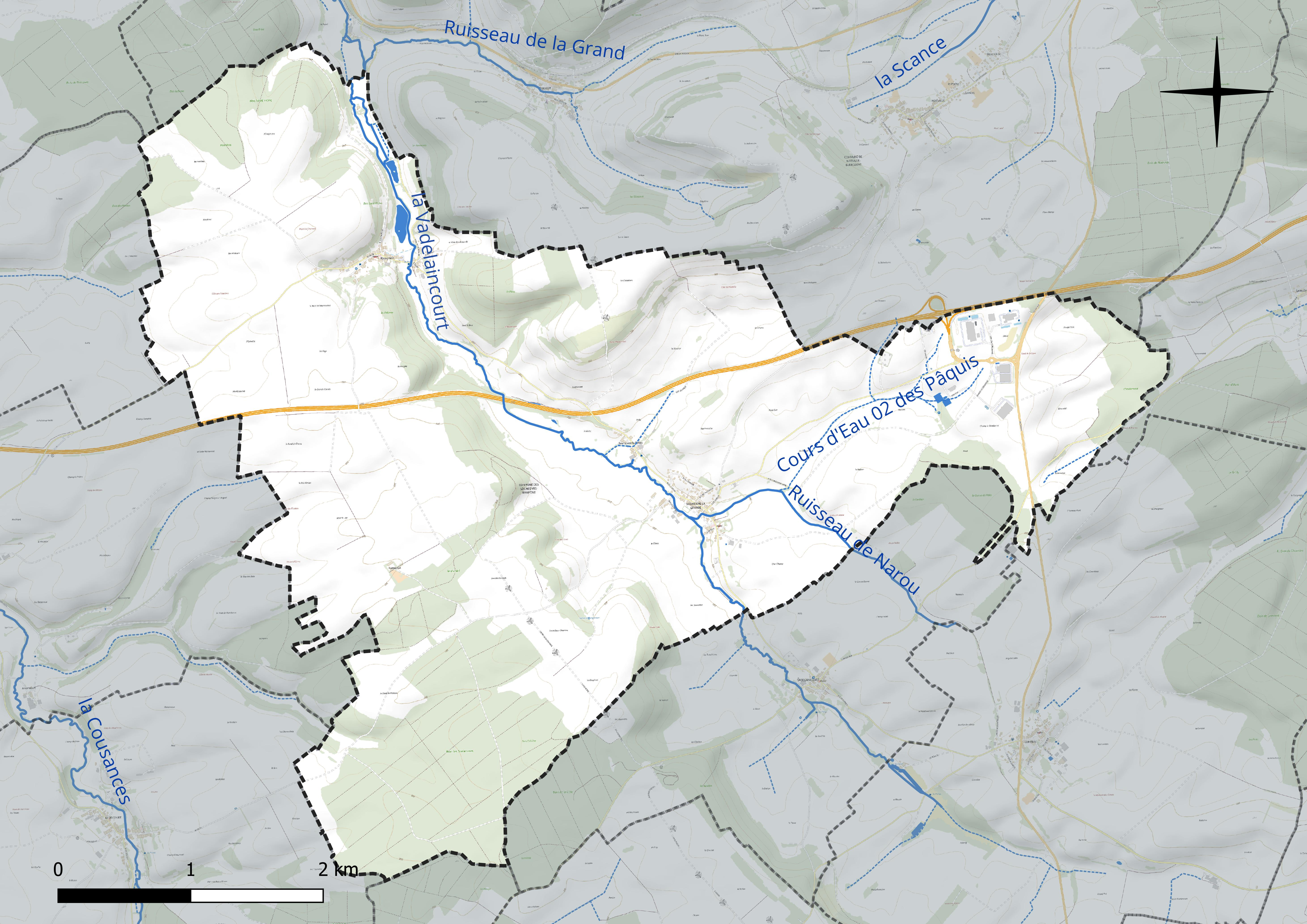
Réseau hydrographique des Souhesmes-Rampont.

### Climat
Pour des articles plus généraux, voir Climat du Grand Est et Climat de la Meuse.
En 2010, le climat de la commune est de type climat de montagne, selon une étude du Centre national de la recherche scientifique s'appuyant sur une série de données couvrant la période 1971-2000. En 2020, Météo-France publie une typologie des climats de la France métropolitaine dans laquelle la commune est exposée à un climat océanique altéré et est dans la région climatique  Lorraine, plateau de Langres, Morvan, caractérisée par un hiver rude (1,5 °C), des vents modérés et des brouillards fréquents en automne et hiver. 
Pour la période 1971-2000, la température annuelle moyenne est de 9,6 °C, avec une amplitude thermique annuelle de 15,9 °C. Le cumul annuel moyen de précipitations est de 1 014 mm, avec 14,1 jours de précipitations en janvier et 9,6 jours en juillet. Pour la période 1991-2020, la température moyenne annuelle observée sur la station météorologique de Météo-France la plus proche, « Aubréville_sapc », sur la commune d'Aubréville à 14 km à vol d'oiseau, est de 10,9 °C et le cumul annuel moyen de précipitations est de 854,3 mm. 
La température maximale relevée sur cette station est de 41,8 °C, atteinte le 25 juillet 2019 ; la température minimale est de −15,7 °C, atteinte le 20 décembre 2009,,. 
Les paramètres climatiques de la commune ont été estimés pour le milieu du siècle (2041-2070) selon différents scénarios d'émission de gaz à effet de serre à partir des nouvelles projections climatiques de référence DRIAS-2020. Ils sont consultables sur un site dédié publié par Météo-France en novembre 2022.

## Urbanisme

### Typologie
Au 1er janvier 2024, Les Souhesmes-Rampont sont catégorisés commune rurale à habitat dispersé, selon la nouvelle grille communale de densité à sept niveaux définie par l'Insee en 2022.
Elle est située hors unité urbaine. Par ailleurs la commune fait partie de l'aire d'attraction de Verdun, dont elle est une commune de la couronne,. Cette aire, qui regroupe 103 communes, est catégorisée dans les aires de moins de 50 000 habitants,.

### Occupation des sols
L'occupation des sols de la commune, telle qu'elle ressort de la base de données européenne d’occupation biophysique des sols Corine Land Cover (CLC), est marquée par l'importance des territoires agricoles (70,9 % en 2018), en diminution par rapport à 1990 (73,7 %). La répartition détaillée en 2018 est la suivante : 
terres arables (62 %), forêts (25,1 %), prairies (9 %), zones industrielles ou commerciales et réseaux de communication (2,8 %), zones urbanisées (1,2 %). L'évolution de l’occupation des sols de la commune et de ses infrastructures peut être observée sur les différentes représentations cartographiques du territoire : la carte de Cassini (XVIIIe siècle), la carte d'état-major (1820-1866) et les cartes ou photos aériennes de l'IGN pour la période actuelle (1950 à aujourd'hui).

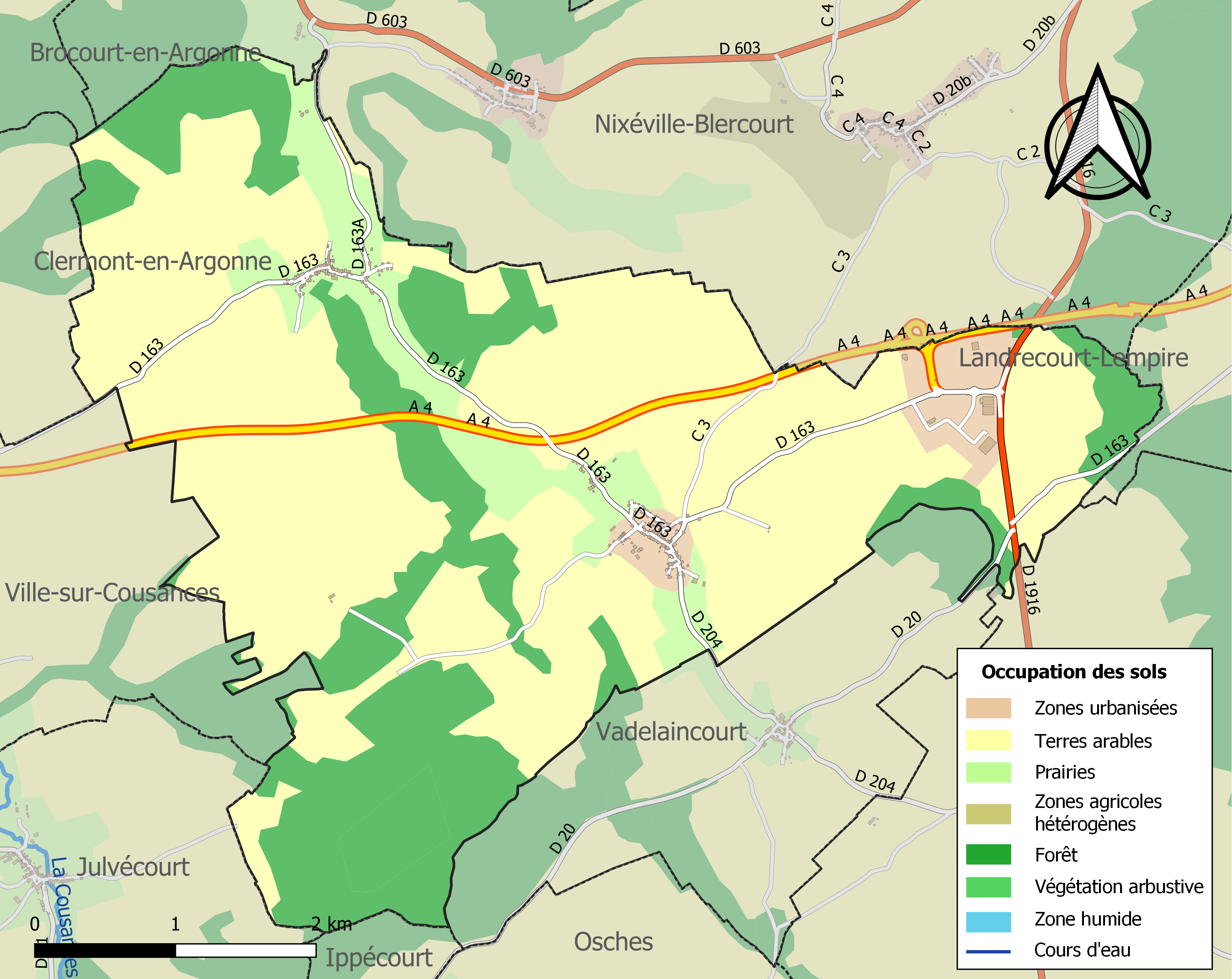
Carte des infrastructures et de l'occupation des sols de la commune en 2018 (CLC).

## Toponymie
Les Souhesmes font référence, au nom de l'ancienne commune de Souhesme-la-Grande, aujourd'hui un lieu-dit, attesté sous les formes Souhame (1282) ; Sohesmes (1296) ; Souheme (1296) ; Souhaime (1370) ; Sohesme (1564) ; Southesme (1590) ; Les Soubhesmes (1593) ; Souheme-la-Grande (1656) ; Sohesme-la-Grande (1700) ; Sohesmiæ (1738) et de son hameau Souhesme-la-Petite attesté sous les formes Petite-Sohesme (1564) ; Petite-Souheme (1656) ; Sohesme-la-Petite (1700) ; Sohemia-Parva (1749).

Il semble que le mot Souhesme aurait pour origine l’étymon du vieil haut allemand Ham (courbure dans une rive, prairie dans un méandre) avec la préposition sous (a).
Rampont est attesté sous les formes Rampedonem en 1068, Rampedone en 1069, Rampon en 1221, Rampont en 1226, Ramipons en 1738.

Il s'agit d'une formation toponymique médiévale. L'élément -pont au sens de « pont » s'est substitué à -pedon-. Albert Dauzat et François de Beaurepaire rapprochent Rampont de Rampan (Manche, Rampen 1144 - 1151) qui, selon ce dernier, en est peut-être le correspondant exact. -pedonem serait une variante de -pedanum, lui-même d'un latin tardif pedaneus « de pied, à pied », mot dérivé de pēs, pedis « pied ». Ces deux localités se situant le long d'un cours d'eau, pedonem a pu désigner initialement un gué sur la Vadelaincourt (comme celui bien attesté de Rampan), remplacé plus tard par un pont sur le même cours d'eau. En revanche, l'élément Ran- / Ram- reste inexpliqué.

## Histoire

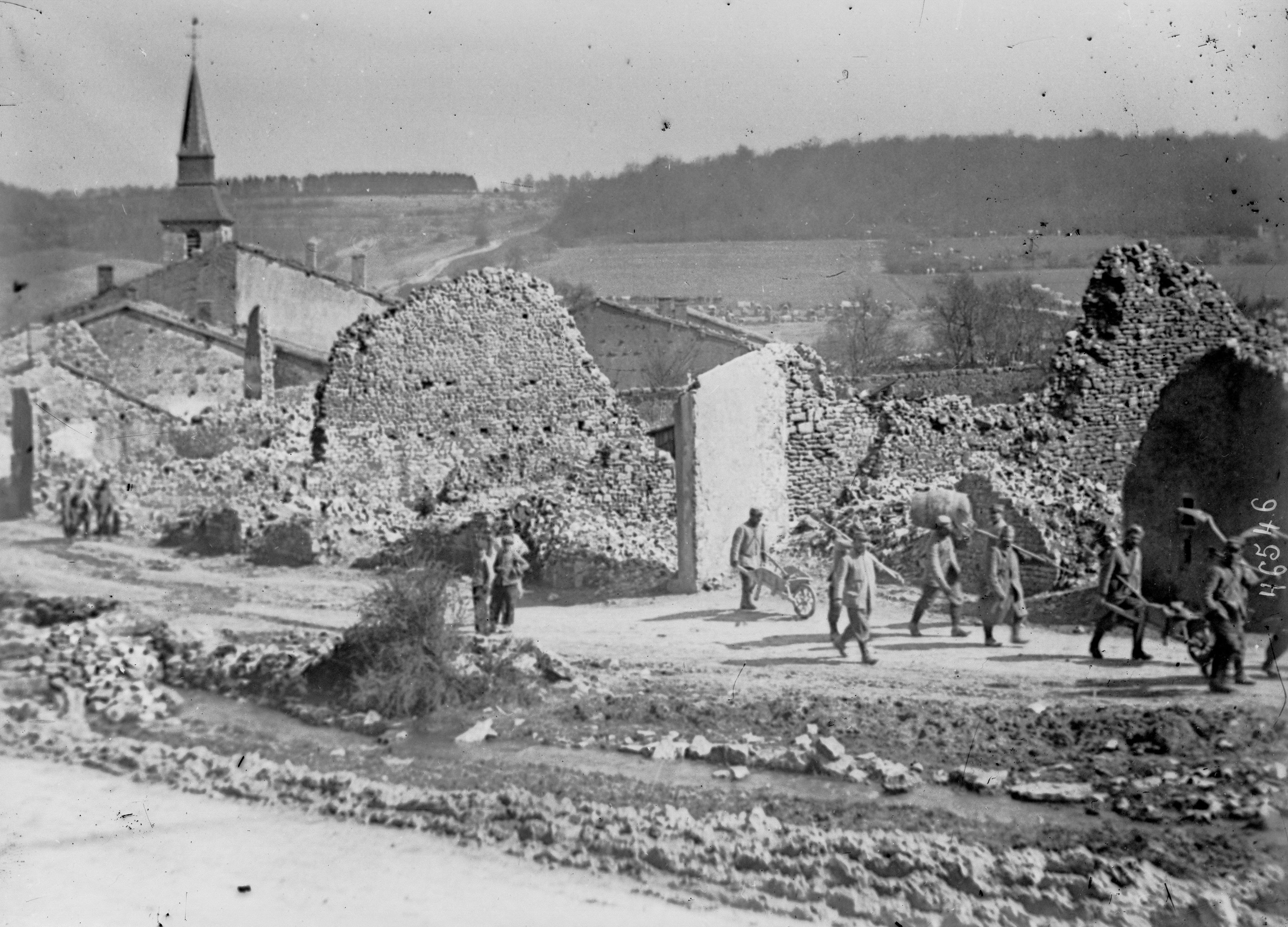
Rampont en ruines (1916).

Des fouilles archéologiques ont démontré une occupation du territoire à l'époque gallo-romaine (des poteries sont conservées  au musée de Verdun)[réf. nécessaire].
Il y a plusieurs témoignages de l'histoire du XXe siècle :
- un cimetière militaire de la Première Guerre mondiale ;
- une base de ballons anti-aériens et un camp de repos pour les soldats étaient implantés également (des photos d'époque en témoignent) ;
- en 1943, un avion bombardier anglais s'est abattu sur le territoire de la commune, trois tombes à la mémoire des aviateurs en témoignent dans le cimetière.

Le 1er juillet 1973, Souhesmes devient Les Souhesmes-Rampont à la suite de sa fusion-association avec Rampont. La commune est constituée de deux villages et un hameau implantés dans la vallée de la Vadelaincourt.

## Politique et administration
| Période                                  | Période                   | Identité                                   | Étiquette | Qualité           |
| ---------------------------------------- | ------------------------- | ------------------------------------------ | --------- | ----------------- |
| Les données manquantes sont à compléter. |                           |                                            |           |                   |
|                                          | mars 1971                 | Gaston Bardot                              |           |                   |
| mars 1971                                | mars 1989                 | Hubert Hofbauer                            |           | Agriculteur       |
| mars 1989                                | mars 2008                 | Claude Fischer                             |           | Agriculteur       |
| mars 2008                                | mars 2014                 | Philippe Riebel                            |           |                   |
| mars 2014                                | En cours (au 25 mai 2020) | Gérard Buys Réélu pour le mandat 2020-2026 |           | Agent de maîtrise |

Équipements communaux :
- 2 mairies ;
- une salle des fêtes communale ;
- commerçants ambulants (boulangerie, épicerie).

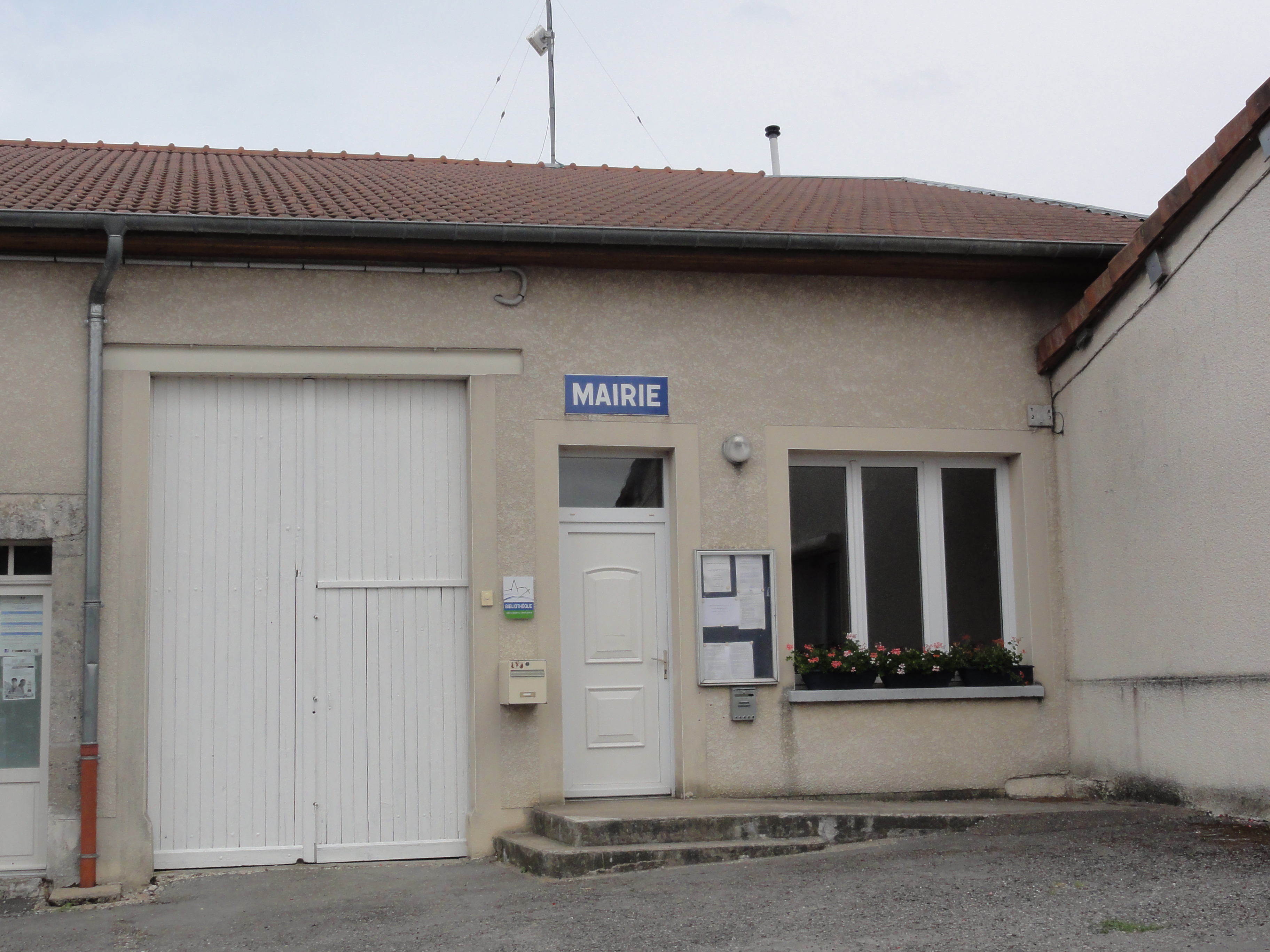
Mairie de Souhesme-la-Grande.
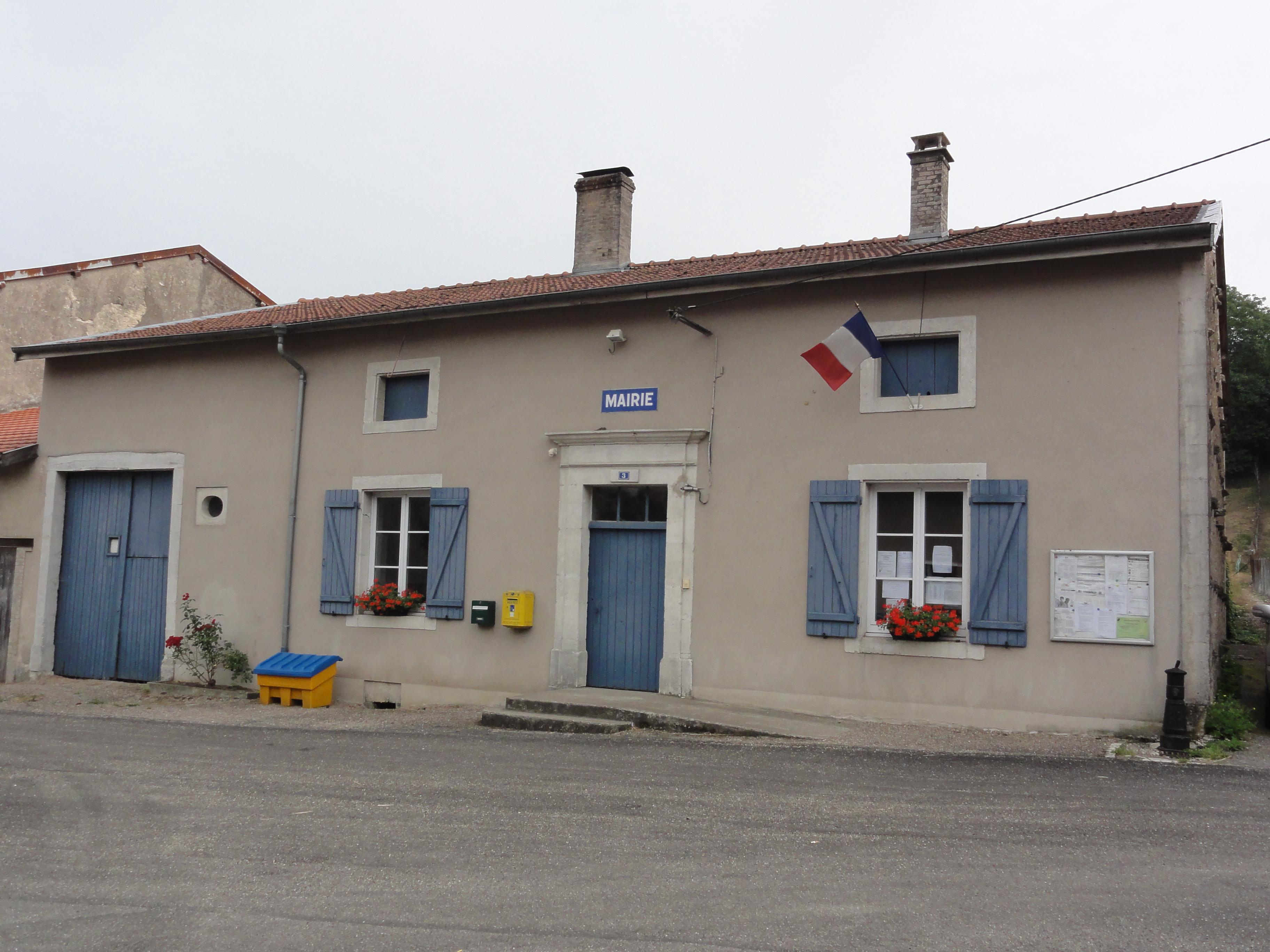
Mairie de Rampont.

## Population et société

### Démographie
L'évolution du nombre d'habitants est connue à travers les recensements de la population effectués dans la commune depuis 1793. Pour les communes de moins de 10 000 habitants, une enquête de recensement portant sur toute la population est réalisée tous les cinq ans, les populations de référence des années intermédiaires étant quant à elles estimées par interpolation ou extrapolation. Pour la commune, le premier recensement exhaustif entrant dans le cadre du nouveau dispositif a été réalisé en 2005.

En 2022, la commune comptait 321 habitants, en évolution de −7,23 % par rapport à 2016 (Meuse : −4,4 %, France hors Mayotte : +2,11 %).
| 1793 | 1800 | 1806 | 1821 | 1831 | 1836 | 1841 | 1846 | 1851 |
| ---- | ---- | ---- | ---- | ---- | ---- | ---- | ---- | ---- |
| 386  | 327  | 407  | 418  | 448  | 442  | 435  | 409  | 390  |

| 1856 | 1861 | 1866 | 1872 | 1876 | 1881 | 1886 | 1891 | 1896 |
| ---- | ---- | ---- | ---- | ---- | ---- | ---- | ---- | ---- |
| 388  | 352  | 362  | 379  | 362  | 347  | 333  | 277  | 272  |

| 1901 | 1906 | 1911 | 1921 | 1926 | 1931 | 1936 | 1946 | 1954 |
| ---- | ---- | ---- | ---- | ---- | ---- | ---- | ---- | ---- |
| 276  | 255  | 250  | 243  | 221  | 218  | 215  | 245  | 159  |

| 1962 | 1968 | 1975 | 1982 | 1990 | 1999 | 2005 | 2006 | 2010 |
| ---- | ---- | ---- | ---- | ---- | ---- | ---- | ---- | ---- |
| 153  | 127  | 208  | 256  | 295  | 311  | 307  | 315  | 328  |

| 2015 | 2020 | 2022 | - | - | - | - | - | - |
| ---- | ---- | ---- | - | - | - | - | - | - |
| 344  | 319  | 321  | - | - | - | - | - | - |

## Économie
- agriculture céréalière et élevage ;
- le territoire communal a été remembré à la suite de la construction de l'autoroute A4 en 1975 et 1976 ;
- une forêt communale produit du bois de qualité, chêne, hêtres, épicéas ;
- deux ateliers de mécanique agricole artisanaux, une petite usine de production de machines agricoles ont périclité dans les années 1960 et 70 ;
- une scierie – menuiserie – ébénisterie artisanale à Rampont ;
- un échangeur de l'autoroute A4 (Paris Strasbourg) vers Verdun via la Voie Sacrée est implanté sur le territoire ;
- une zone industrielle près de l'échangeur comprenant un entrepôt de La Poste, un transporteur « 55 express » et un atelier de fabrication de meubles. Sur les hauteurs d'Hadrimont se dresse un parc éolien surplombant Souhesme-la-Petite ;
- L'agglomération de Verdun est le pôle administratif et commercial le plus proche.

## Culture locale et patrimoine

### Culture et loisirs
- Bibliothèque municipale[25].

### Lieux et monuments
- L'église Saint-Airy de Souhesmes-la-Grande XVIIIe siècle.
- L'église Saint-Pierre-aux-Liens de Rampont XIXe siècle.
- Le monument aux morts au cimetière de Souhesme-la-Grande.
- Quelques tombes militaires de la Commonwealth, entretenues par la Commonwealth War Graves Commission au cimetière de Souhesme-la-Grande.
- La nécropole nationale de Souhesmes-Rampont de 1914-1918.
- Plusieurs vieux croix de chemin aux deux Souhesmes.
- Lavoir à Souhesme-la-Petite.
- Fontaine-abreuvoir à Rampont.

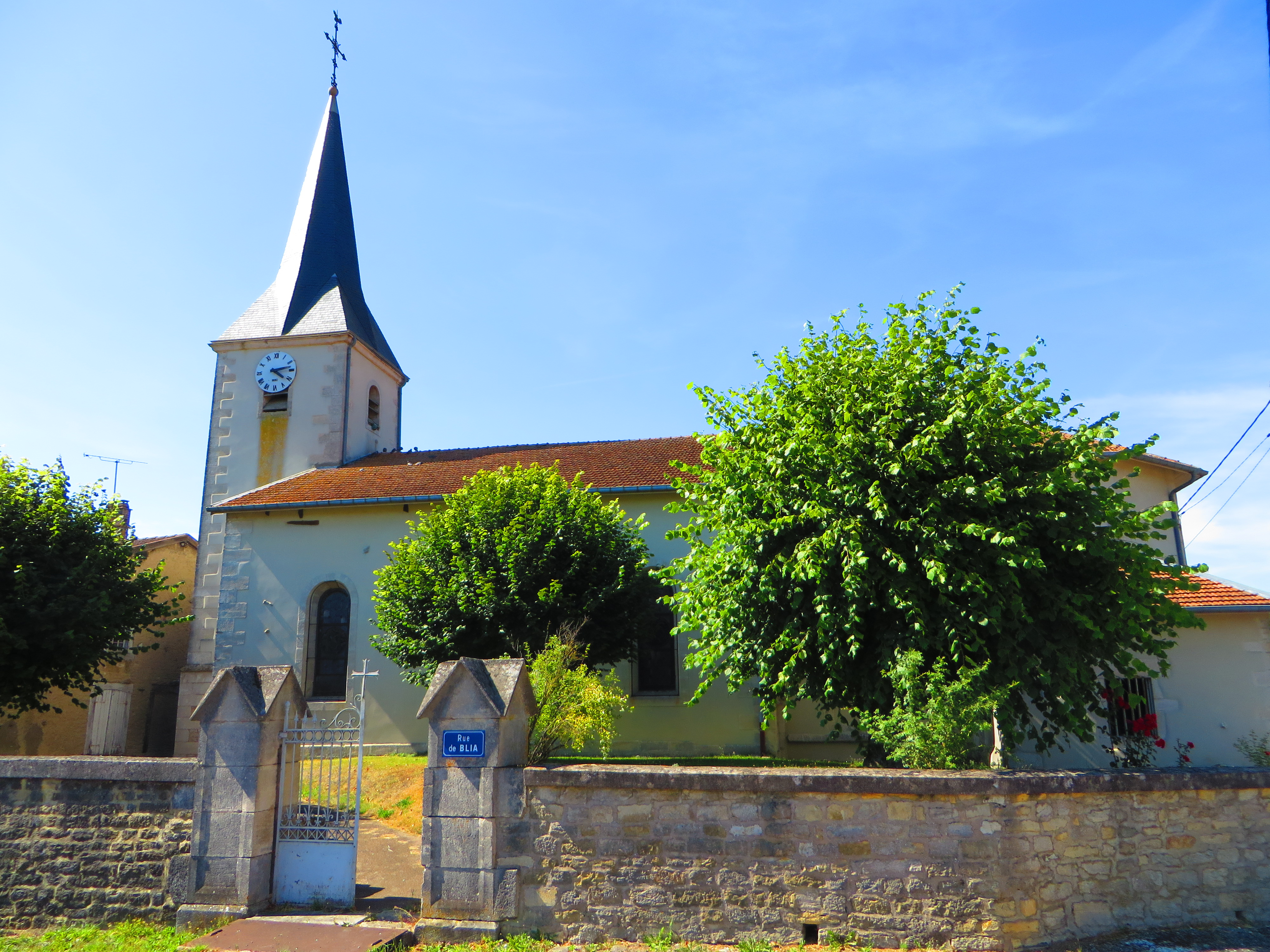
Église Saint-Airy de Souhesme-la-Grande.
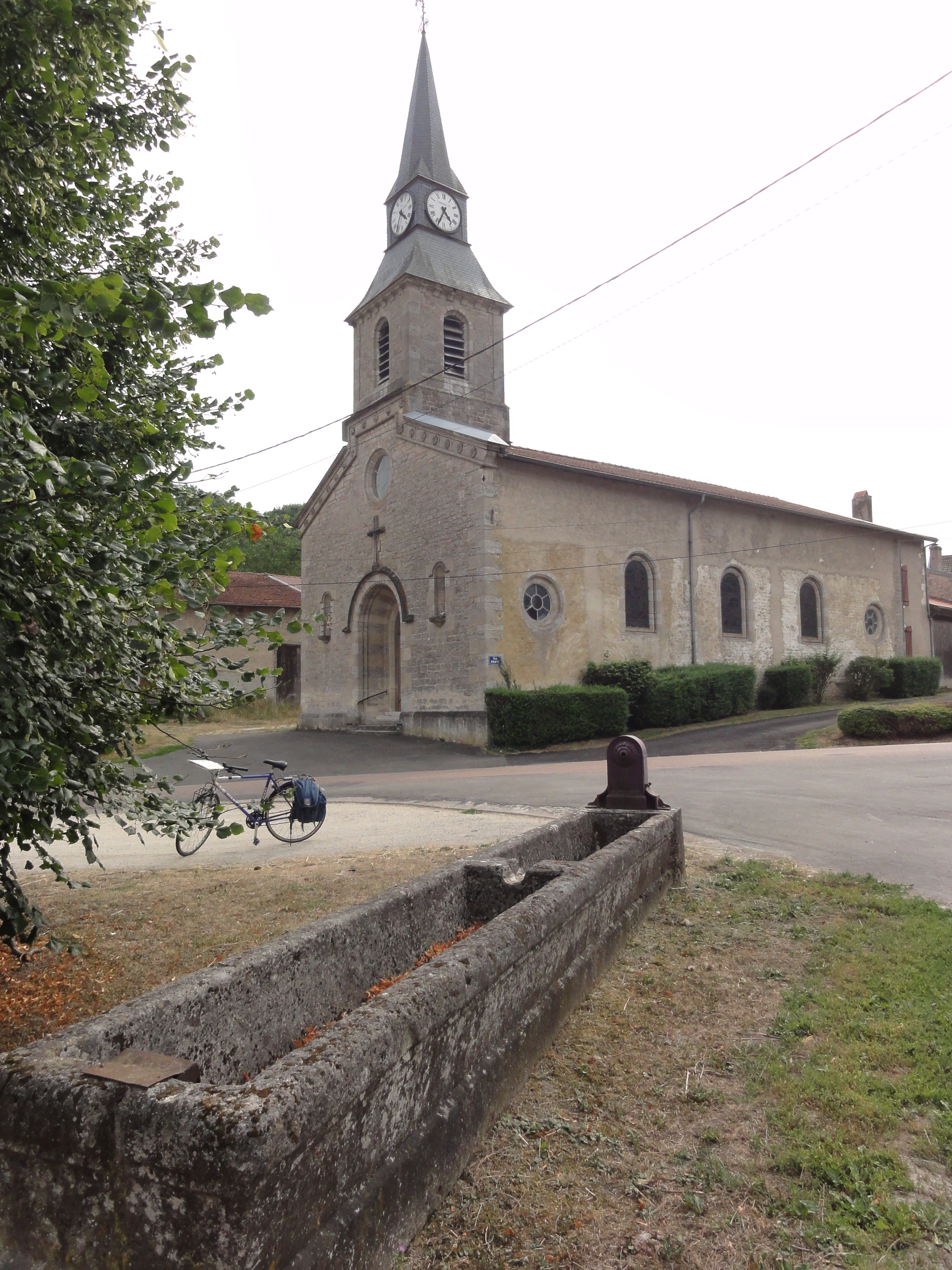
Église Saint-Pierre-aux-Liens de Rampont et fontaine-abreuvoir.
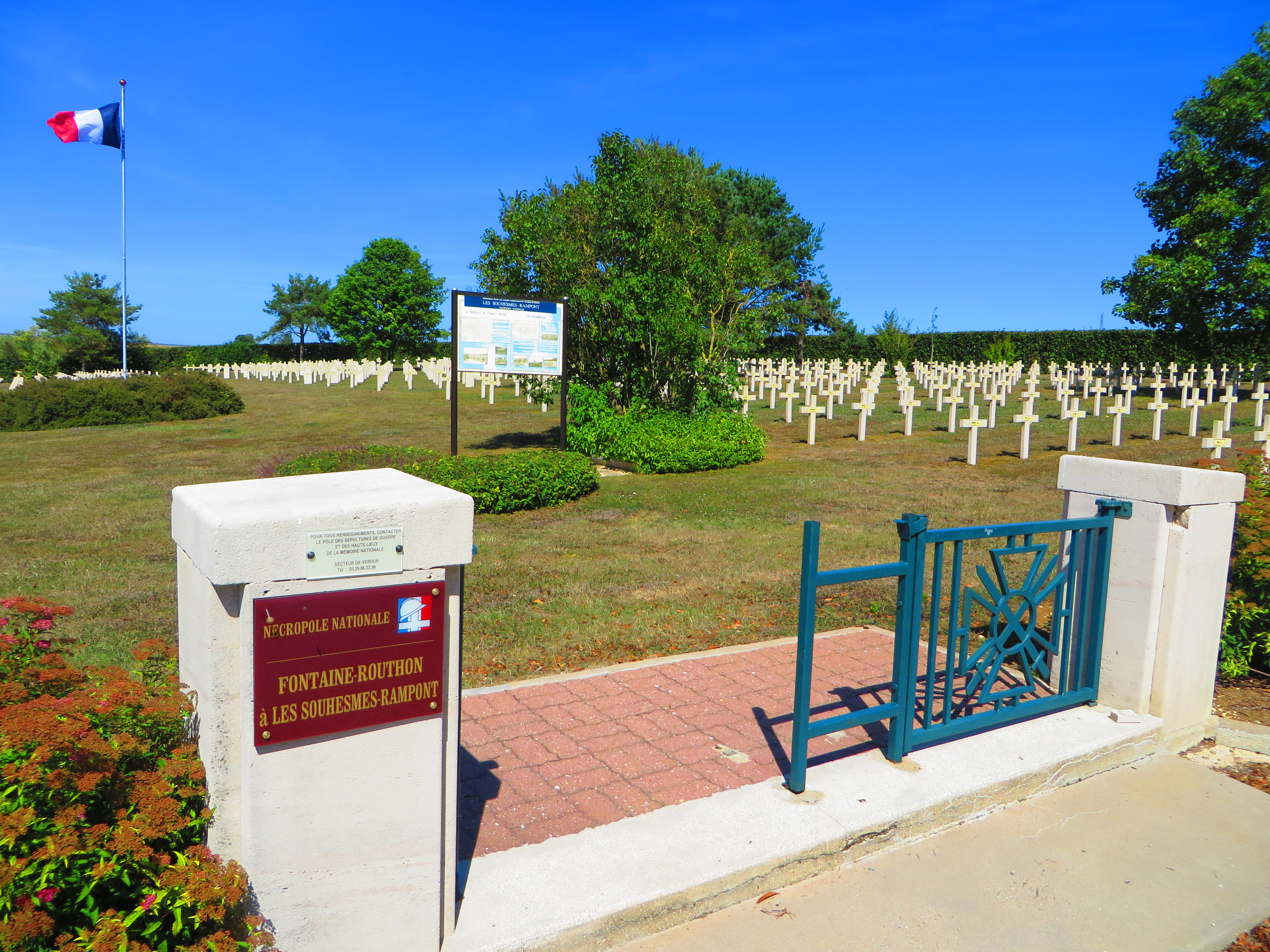
Nécropole nationale de Souhesmes-Rampont.
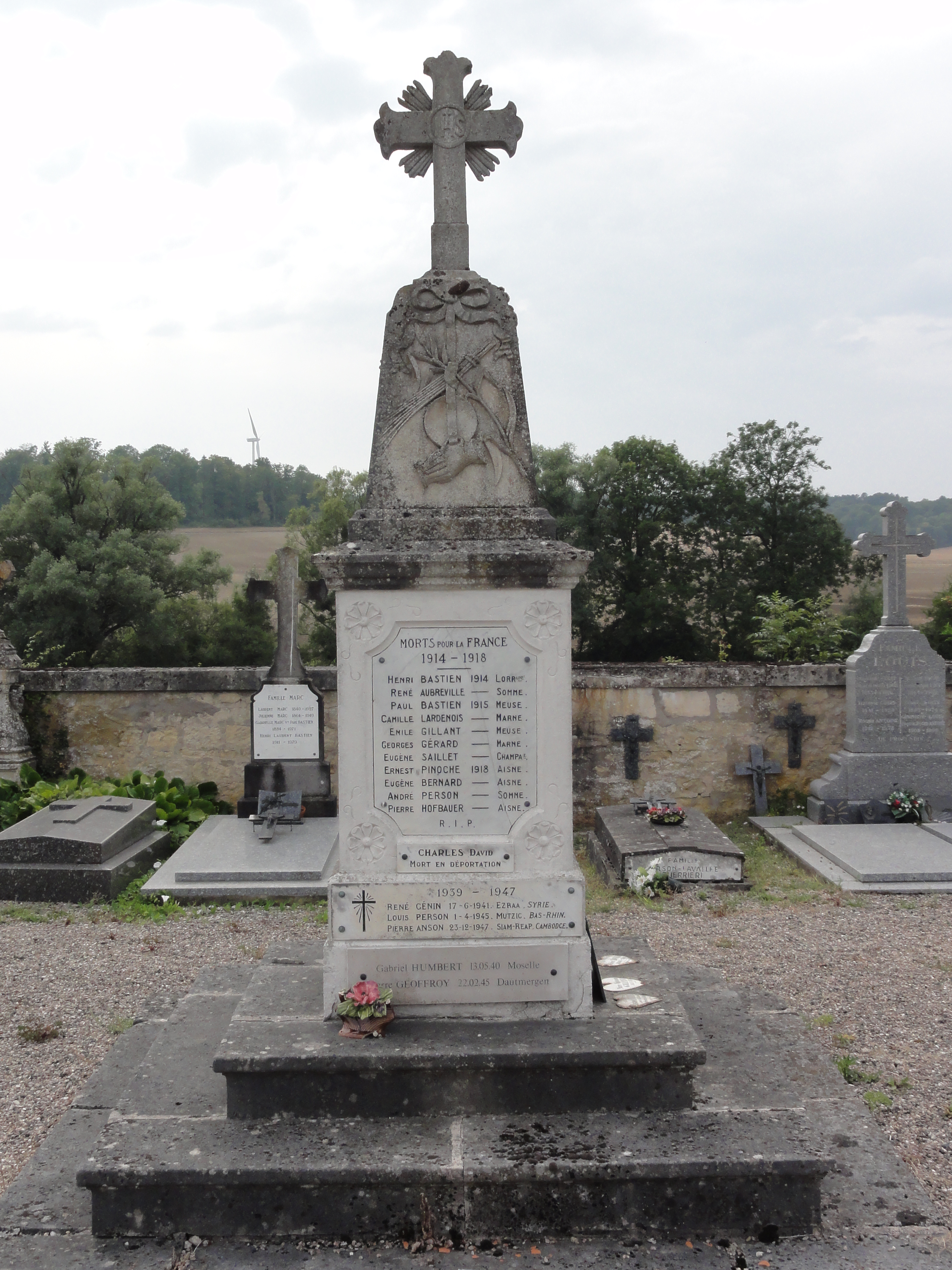
Monument aux morts à Souhesme-la-Grande.
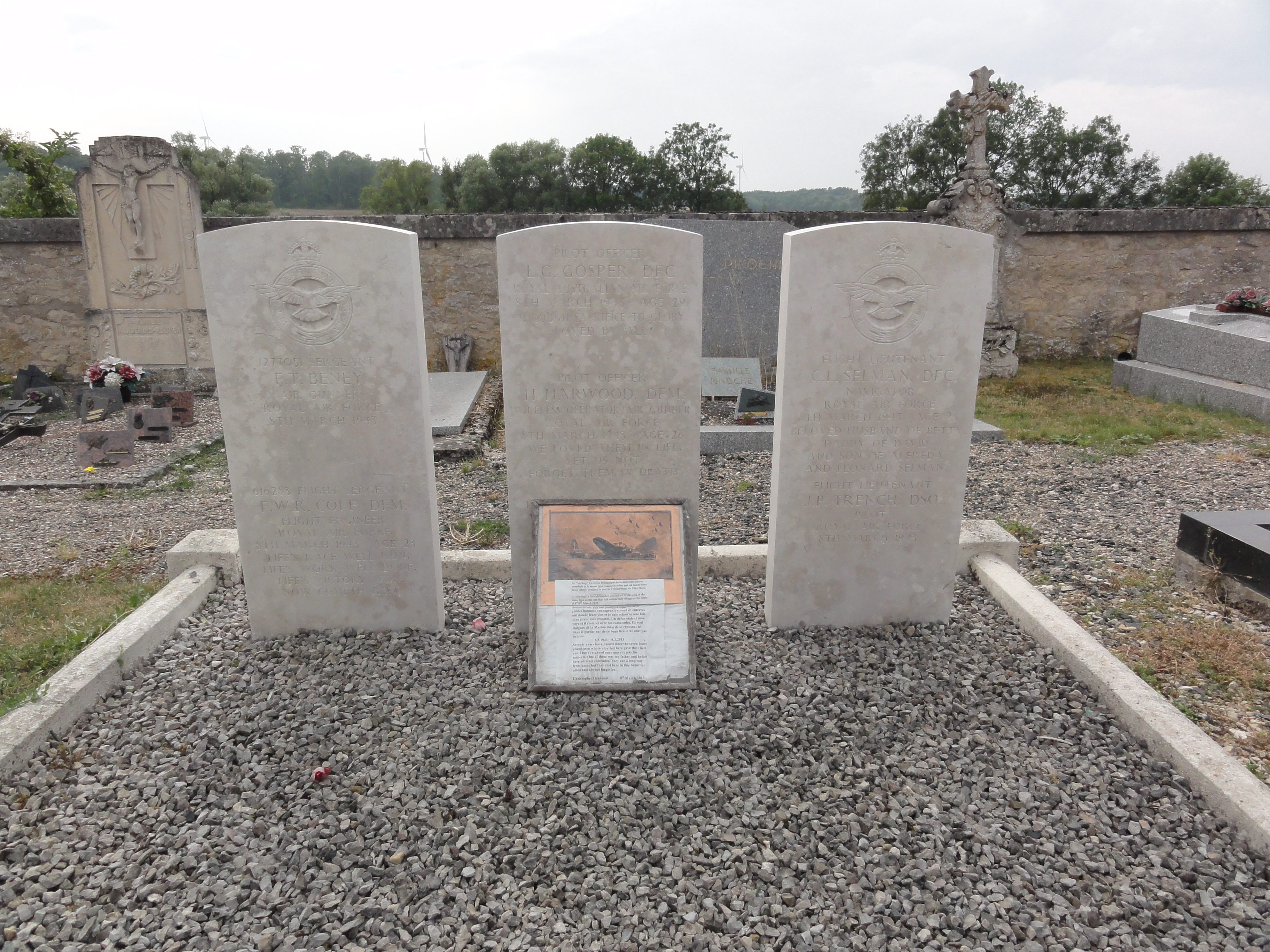
Tombes militaires de la CWCG à Souhesme-la-Grande.
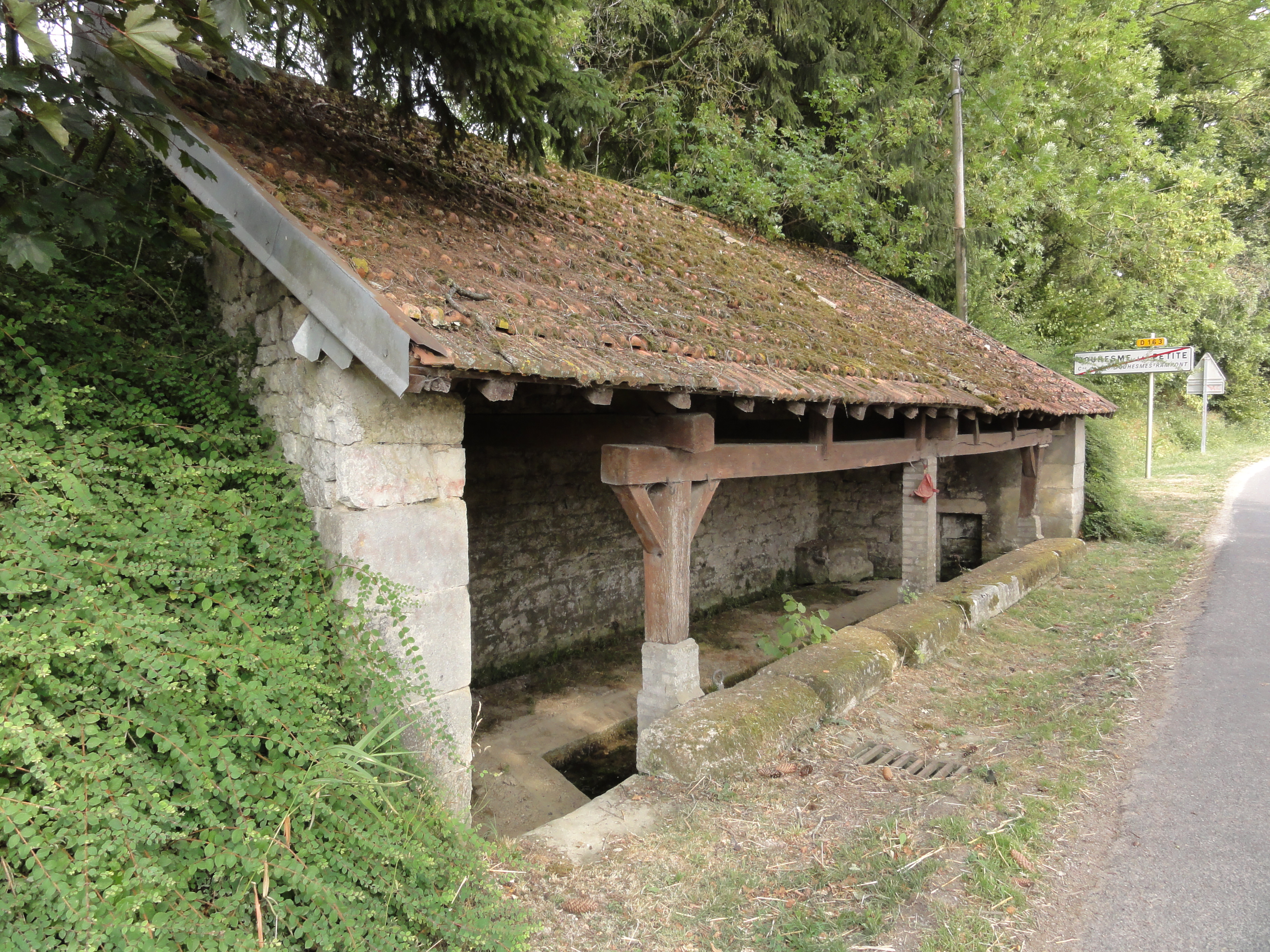
Lavoir de Souhesme-la-Petite.
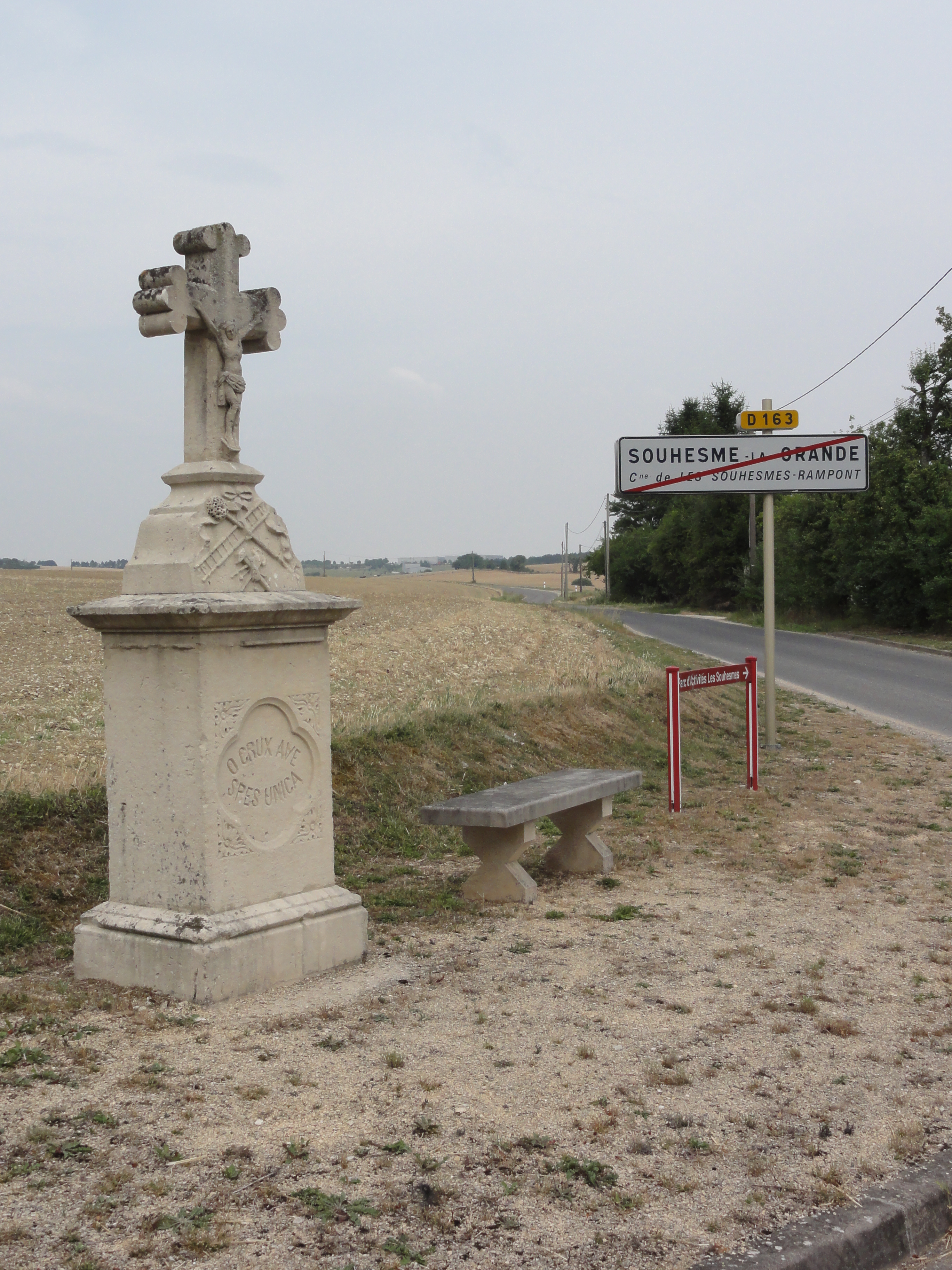
Vieille croix à la sortie de Souhesme-la-Grande.

### Héraldique, logotype et devise
| Blason de Les Souhesmes-Rampont | Blason  | De gueules à cinq anneaux d'argent ordonnés en sautoir ; au franc quartier d'hermine. |
| Blason de Les Souhesmes-Rampont | Détails | Il s'agit d'une reprise des armoiries de la maison de nom et d‘armes de Rampont (De gueules à cinq annelets d'or, au franc quartier d'hermines en champ d'argent). Le statut officiel du blason reste à déterminer. |